# 차가운 열대어
《차가운 열대어》(冷たい熱帯魚 쓰메타이 넷타이교[*])는 2010년 일본 영화이다. 소노 시온이 감독과 각본을 맡은 서스펜스로, 1993년에 일어난 사이타마 애견가 연속 살인사건을 바탕으로 한 작품이다.

## 출연진
- 샤모토 노부유키 - 후키코시 미쓰루
- 무라타 유키오 - 덴덴
- 무라타 아이코 - 구로사와 아스카
- 샤모토 다에코 - 가구라자카 메구미
- 샤모토 미쓰코 - 가지와라 히카리
- 쓰쓰이 - 와타나베 데쓰
- 요시다 아키오 - 스와 다로